# Danh sách di sản văn hóa Tây Ban Nha được quan tâm ở hạt Les Garrigues (tỉnh Lérida)
Danh sách di sản văn hóa Tây Ban Nha được quan tâm ở hạt Les Garrigues (Lleida (tỉnh)).

## Các di sản theo thành phố

### A

#### L'Albagés(L'Albagés)
| Tên             | Dạng            | Địa điểm | Tọa độ                                        | Số hồ sơ tham khảo? | Ngày nhận danh hiệu? | Hình ảnh                           |
| --------------- | --------------- | -------- | --------------------------------------------- | ------------------- | -------------------- | ---------------------------------- |
| Lâu đài Albagés | Di tích Lâu đài | Albagés  | 41°26′59″B 0°44′17″Đ / 41,449823°B 0,738124°Đ | RI-51-0006213       | 08-11-1988           | Castillo de Albagés · Upload image |

#### L'Albi(L'Albi)
| Tên                        | Dạng            | Địa điểm | Tọa độ                                        | Số hồ sơ tham khảo? | Ngày nhận danh hiệu? | Hình ảnh                        |
| -------------------------- | --------------- | -------- | --------------------------------------------- | ------------------- | -------------------- | ------------------------------- |
| Albi II (Balma dels Punts) | Khu khảo cổ     | Albí     |                                               | RI-55-0000530       | 20-08-1996           | Upload image                    |
| Lâu đài Albí               | Di tích Lâu đài | Albí     | 41°25′26″B 0°56′08″Đ / 41,423871°B 0,935644°Đ | RI-51-0006216       | 08-11-1988           | Castillo de Albí · Upload image |
| Vall Coma                  | Khu khảo cổ     | Albí     |                                               | RI-55-0000306       | 02-04-1991           | Upload image                    |

#### Arbeca
| Tên                      | Dạng            | Địa điểm | Tọa độ                                        | Số hồ sơ tham khảo? | Ngày nhận danh hiệu? | Hình ảnh                                  |
| ------------------------ | --------------- | -------- | --------------------------------------------- | ------------------- | -------------------- | ----------------------------------------- |
| Lâu đài Cung điện Arbeca | Di tích Lâu đài | Arbeca   | 41°32′35″B 0°55′26″Đ / 41,542917°B 0,923782°Đ | RI-51-0006240       | 08-11-1988           | Castillo Palacio de Arbeca · Upload image |
| Vilars Arbeca            | Khu khảo cổ     | Arbeca   | 41°34′07″B 0°57′15″Đ / 41,5686°B 0,9541°Đ     | RI-55-0000549       | 26-05-1998           | Yacimiento Els Vilars · Upload image      |

### B

#### Les Borges Blanques(Les Borges Blanques)
| Tên                    | Dạng            | Địa điểm       | Tọa độ | Số hồ sơ tham khảo? | Ngày nhận danh hiệu? | Hình ảnh     |
| ---------------------- | --------------- | -------------- | ------ | ------------------- | -------------------- | ------------ |
| Lâu đài Borjas Blancas | Di tích Lâu đài | Borjas Blancas |        | RI-51-0006284       | 08-11-1988           | Upload image |
| Rocas Guardies II      | Khu khảo cổ     | Borjas Blancas |        | RI-55-0000314       | 02-04-1991           | Upload image |

### C

#### Castelldans
| Tên                 | Dạng            | Địa điểm    | Tọa độ                                        | Số hồ sơ tham khảo? | Ngày nhận danh hiệu? | Hình ảnh     |
| ------------------- | --------------- | ----------- | --------------------------------------------- | ------------------- | -------------------- | ------------ |
| Lâu đài Castelldans | Di tích Lâu đài | Castelldans | 41°30′04″B 0°45′57″Đ / 41,501109°B 0,765783°Đ | RI-51-0006299       | 08-11-1988           | Upload image |

#### Cervià de les Garrigues(Cervià de les Garrigues)
| Tên                | Dạng            | Địa điểm | Tọa độ                                       | Số hồ sơ tham khảo? | Ngày nhận danh hiệu? | Hình ảnh     |
| ------------------ | --------------- | -------- | -------------------------------------------- | ------------------- | -------------------- | ------------ |
| Lâu đài les Besses | Di tích Lâu đài | Cerviá   | 41°25′50″B 0°49′41″Đ / 41,43057°B 0,827983°Đ | RI-51-0006307       | 08-11-1988           | Upload image |

### E

#### El Cogul
| Tên                                            | Dạng                           | Địa điểm | Tọa độ                                        | Số hồ sơ tham khảo? | Ngày nhận danh hiệu? | Hình ảnh                         |
| ---------------------------------------------- | ------------------------------ | -------- | --------------------------------------------- | ------------------- | -------------------- | -------------------------------- |
| Lâu đài Cogul                                  | Di tích Lâu đài                | El Cogul | 41°28′03″B 0°41′18″Đ / 41,467436°B 0,688347°Đ | RI-51-0006310       | 08-11-1988           | Upload image                     |
| Muros villa Cogul                              | Di tích Tường thành            | El Cogul |                                               | RI-51-0006311       | 08-11-1988           | Upload image                     |
| Roca dels Moros (también c/i nº RI-55-0000528) | Di tích Pinturas rupestres     | El Cogul | 41°27′53″B 0°41′50″Đ / 41,464786°B 0,6971°Đ   | RI-51-0000275       | 25-04-1924           | Roca de los Moros · Upload image |
| Roca dels Moros (también c/i nº RI-51-0000275) | Khu khảo cổ Pinturas rupestres | El Cogul | 41°27′53″B 0°41′50″Đ / 41,464786°B 0,6971°Đ   | RI-55-0000528       | 25-04-1924           | Roca de los Moros · Upload image |

#### L'Espluga Calba(L'Espluga Calba)
| Tên                   | Dạng            | Địa điểm      | Tọa độ                                        | Số hồ sơ tham khảo? | Ngày nhận danh hiệu? | Hình ảnh                                 |
| --------------------- | --------------- | ------------- | --------------------------------------------- | ------------------- | -------------------- | ---------------------------------------- |
| Lâu đài Espluga Calva | Di tích Lâu đài | Espluga Calva | 41°29′42″B 1°00′17″Đ / 41,494948°B 1,004792°Đ | RI-51-0006318       | 08-11-1988           | Castillo de Espluga Calva · Upload image |

### J

#### Juncosa
| Tên                  | Dạng            | Địa điểm | Tọa độ                                        | Số hồ sơ tham khảo? | Ngày nhận danh hiệu? | Hình ảnh     |
| -------------------- | --------------- | -------- | --------------------------------------------- | ------------------- | -------------------- | ------------ |
| Lâu đài Vall-de-reig | Di tích Lâu đài | Juncosa  | 41°23′15″B 0°45′51″Đ / 41,387634°B 0,764202°Đ | RI-51-0006362       | 08-11-1988           | Upload image |

#### Juneda
| Tên              | Dạng            | Địa điểm | Tọa độ                                        | Số hồ sơ tham khảo? | Ngày nhận danh hiệu? | Hình ảnh     |
| ---------------- | --------------- | -------- | --------------------------------------------- | ------------------- | -------------------- | ------------ |
| Lâu đài Vimferri | Di tích Lâu đài | Juneda   | 41°32′41″B 0°45′30″Đ / 41,544637°B 0,758323°Đ | RI-51-0006363       | 08-11-1988           | Upload image |

### L

#### La Floresta (Lérida)
| Tên                   | Dạng            | Địa điểm    | Tọa độ                                       | Số hồ sơ tham khảo? | Ngày nhận danh hiệu? | Hình ảnh                               |
| --------------------- | --------------- | ----------- | -------------------------------------------- | ------------------- | -------------------- | -------------------------------------- |
| Lâu đài Almodóvar Río | Di tích Lâu đài | La Floresta | 41°30′41″B 0°55′08″Đ / 41,511483°B 0,91891°Đ | RI-51-0006326       | 08-11-1988           | Castillo de la Floresta · Upload image |

#### La Granadella(Granadella)
| Tên                | Dạng            | Địa điểm      | Tọa độ                                        | Số hồ sơ tham khảo? | Ngày nhận danh hiệu? | Hình ảnh     |
| ------------------ | --------------- | ------------- | --------------------------------------------- | ------------------- | -------------------- | ------------ |
| Lâu đài Granadella | Di tích Lâu đài | La Granadella | 41°21′27″B 0°39′46″Đ / 41,357565°B 0,662804°Đ | RI-51-0006338       | 08-11-1988           | Upload image |

### P

#### La Pobla de Cérvoles(La Pobla de Cérvoles)
| Tên        | Dạng         | Địa điểm           | Tọa độ | Số hồ sơ tham khảo? | Ngày nhận danh hiệu? | Hình ảnh     |
| ---------- | ------------ | ------------------ | ------ | ------------------- | -------------------- | ------------ |
| Tháp Llena | Di tích Tháp | Pobla de Ciérvoles |        | RI-51-0006438       | 08-11-1988           | Upload image |

#### Puiggròs(Puiggròs)
| Tên               | Dạng            | Địa điểm  | Tọa độ                                        | Số hồ sơ tham khảo? | Ngày nhận danh hiệu? | Hình ảnh     |
| ----------------- | --------------- | --------- | --------------------------------------------- | ------------------- | -------------------- | ------------ |
| Lâu đài Puig Gros | Di tích Lâu đài | Puig Gros | 41°32′59″B 0°53′26″Đ / 41,549856°B 0,890499°Đ | RI-51-0006451       | 08-11-1988           | Upload image |

### T

#### Tarrés
| Tên            | Dạng            | Địa điểm | Tọa độ                                        | Số hồ sơ tham khảo? | Ngày nhận danh hiệu? | Hình ảnh     |
| -------------- | --------------- | -------- | --------------------------------------------- | ------------------- | -------------------- | ------------ |
| Lâu đài Tarrés | Di tích Lâu đài | Tarrés   | 41°25′24″B 1°01′08″Đ / 41,423256°B 1,018791°Đ | RI-51-0006502       | 08-11-1988           | Upload image |

### V

#### El Vilosell(El Vilosell)
| Tên              | Dạng            | Địa điểm | Tọa độ                                        | Số hồ sơ tham khảo? | Ngày nhận danh hiệu? | Hình ảnh                            |
| ---------------- | --------------- | -------- | --------------------------------------------- | ------------------- | -------------------- | ----------------------------------- |
| Lâu đài Vilosell | Di tích Lâu đài | Vilosell | 41°23′03″B 0°56′46″Đ / 41,384208°B 0,946011°Đ | RI-51-0006546       | 08-11-1988           | Castillo de Vilosell · Upload image |

#### Vinaixa
| Tên                | Dạng            | Địa điểm | Tọa độ                                        | Số hồ sơ tham khảo? | Ngày nhận danh hiệu? | Hình ảnh     |
| ------------------ | --------------- | -------- | --------------------------------------------- | ------------------- | -------------------- | ------------ |
| Nhà Poblet (Torre) | Di tích Tháp    | Vinaixa  | 41°25′44″B 0°58′32″Đ / 41,428902°B 0,975486°Đ | RI-51-0006805       | 08-11-1988           | Upload image |
| Lâu đài Vinaixa    | Di tích Lâu đài | Vinaixa  | 41°25′42″B 0°58′32″Đ / 41,428335°B 0,975504°Đ | RI-51-0006804       | 08-11-1988           | Upload image |